# Leucauge henryi
Leucauge henryi är en spindelart som beskrevs av Cândido Firmino de Mello-Leitão 1940. 
Leucauge henryi ingår i släktet Leucauge och familjen käkspindlar. Inga underarter finns listade i Catalogue of Life.